# Garnet Til Alexandros XVII
Garnet es un personaje de ficción del videojuego Final Fantasy IX.
Garnet Til Alexandros XVII es la princesa de Alexandria (en verdad es Reina Titular hasta que cumpla la mayoría de edad) e hija de la exreina consorte Brahne. Al iniciarse la historia se encuentra bastante deprimida por lo que se deja "secuestrar" por la banda Tantalus. A partir de ahí viajará junto a Yitán y para no ser reconocida decide ponerse un nombre en clave siendo este "Daga" al ver la daga que portaba Yitán. Sospechando del extraño comportamiento que su madre tenía últimamente acude a la ciudad vecina de Lindblum a pedir ayuda al Duque de la ciudad, Cid. Al avanzar el juego descubre que realmente fue adoptada y que es junto con Eiko, una de los últimos invocadores, que vivían en el continente olvidado. 
Cuando la reina Brahne hace que le extraigan sus espíritus para usarlos como arma en la guerra, Garnet es rescatada por los pelos por Yitán. Más tarde, después de la muerte de su madre, es nombrada reina de Alexandría, pero después de la destrucción de la ciudad por el Invencible se sume en una profunda depresión al sentirse culpable, llegando a perder la voz y la habilidad de trance. Finalmente, logra reponerse, y se corta el pelo usando la daga de Yitán, para simbolizar que se ha recuperado y está dispuesta a luchar hasta el final por su pueblo, su gente y todo en lo que cree.
De carácter peleón, siempre defenderá aquello que merezca la pena defender y como no estaba contenta con su vida de princesa intentará acercarse a las clases bajas, incluyendo a Yitán, el cual está locamente enamorado de ella, aunque Garnet le ignora. Le irrita tener a Steiner detrás de ella todo el día y no sabe nada acerca de su pasado, exceptuando una canción que no sabe de donde proviene (es una derivación de Melodies of Life).
La función principal de Garnet es la de Invocadora, y también puede utilizar la magia blanca. La magia de Daga es más ofensiva que defensiva: su principal magia es la de estado (confu, tinieblas, mutis,...). Los espíritus de Daga también son ofensivos, teniendo entre sus filas a los principales espíritus de invocación elementales, tales como Shiva, de elemento Hielo, o Leviatan, de elemento Agua. Además, también posee la capacidad de invocar a Bahamut, espíritu no elemental, o a Ark, una gran nave de elemento sombra al que te enfrentas en la ciudad de Oeilvert, y que hacia el final del juego se une a ti gracias a la ayuda de Hades, el orfebre.
Garnet nació en Madain Sari, bajo su verdadero nombre, Sara, el que le puso su madre al nacer.

## Espíritus de invocación

### Lamu
Es un anciano de barba blanca con un bastón-lanza que produce daños del tipo rayo. Lo consigues en el segundo CD huyendo de Alexandría al estrellarte en Pinnacle Rocks. Es el primer Eidolon que se puede invocar en el juego. Conseguirlo es optativo, para obtenerlo deberás reunir los cinco fragmentos de una historia y ordenarla correctamente. Hay dos opciones: 
1ª Pedido, Colaboración, Silencio y Humanidad.
2ª Pedido, Colaboración, Silencio y Heroísmo.
Una vez ordenada te dará un olivino, con lo que podrás activarlo e invocarlo. Recibirás muchos olivinos a lo largo del juego en cofres y gracias a monstruos.

### Shiva
Este espíritu, habitual de la saga, se presenta esta vez con un aspecto más real que en anteriores entregas, con su conocido ataque Polvo de Diamantes. Shiva es una de las invocaciones que la princesa lleva equipada al principio de la aventura, pero no tiene PM suficientes para invocarla (consume 90 PM). No obstante cuando consiga el ópalo (CD 2), tan solo consumirá 24 PM. La piedra de este espíritu es el ópalo, el cual te dejaran diversos enemigos y como con los demás, tendrás que recolectar estas piedras para hacer su ataque más poderoso. Su nombre fue copiado del tercer Dios hindú, el Dios destructor, que junto a Brahma, Dios creador, y Vishnú, Dios preservador, forman al Trinidad hindú, la Tri-murti" o "Tres formas. Cada Dios tiene su mujer, la cual forma parte de los mismos dioses, y les empujan a actuar, concibiendo una totalidad entre hombre y mujer. Como curiosidad, el Dios hindú Shiva no tiene ninguna relación aparente con el hielo de manera directa.

### Ifrit
Otro habitual de la saga, se presenta esta vez con un color amarillo y marrón que le hace más real. Al igual que Shiva, Daga lo lleva desde el principio, pero consume más de 90 PM, por lo que Daga no tiene PM suficientes para invocarlo y deberá esperar a conseguir el topacio para que solo consuma 26 PM. Su elemento es el fuego, y su piedra, el topacio, que podrás conseguir a montones en el castillo olvidado de Ipsen, aquel castillo invertido en el continente del oeste. También podrás invocar a Ifrit desde un principio, aunque se te piden más de 90 PM a cambio, cuando luego tan solo serán 26 PM. Los IFRITS O EFRITS son genios islámicos de tipo fuego también llamados djinns, los cuales son malvados y despiadados.

### Átomo
Es el espíritu que sustituye a Diablo, del Final Fantasy VIII, se obtiene al equipar una Amatista, que te proporciona el Profesor Toto al principio del CD3. En el CD 1 Garnet lo lleva de serie pero no tiene PM suficientes para invocarlo. Antes de eso, es usado por la reina Brahne para atacar Lindblum. El daño del ataque de Átomo es proporcional al número de Amatistas que se posean y a si la invocación es corta o larga, la larga causa más daños, y también depende de la vitalidad del enemigo. Si consigues 100 Amatistas, y con la habilidad Apoyo, de la Grava Volátil, activada, es un espíritu muy efectivo, es muy útil si quieres subir nivel, ya que luchando contra los Yang, invocando a Átomo dos veces los habrás matado. El único inconveniente es resistir sus contraataques. Este viene de Final Fantasy V donde es un poderoso enemigo que absorbe a los personajes.

### Odín
Se consigue equipando el objeto Materia Oscura, que consigues en la subasta de Treno. Garnet lo lleva de serie en el CD 1 pero no tiene suficientes PM para poder invocarlo. Odín es un espíritu de invocación que ya había aparecido en otros Final Fantasy. Su primera aparición es algo desagradable pero espectacular, porque la reina Brahne lo usa para destruir el árbol de Cleyra. En esta entrega, Odín salta desde una roca subido en su caballo de seis patas y les proporciona un sablazo a los enemigos que, no siempre, acaba con ellos. Con la habilidad Activar Odín equipada, que se obtiene del objeto Aroma del Ayer, que encontrarás en el Antiguo Castillo de Ipsen; el ataque pasa a ser basado en el elemento Viento, pero solo produce daño a los enemigos, sin eliminarlos.

### Leviatán
Le consigues al final del segundo CD, pero no podrás usarlo hasta que el principio del siguiente Cd. Es una serpiente marina, que produce una ola gigantesca (bastante efectiva frente a los grandes dragones de encima de la gruta de Gizamaluke y playas de las islas cercanas al continente olvidado). La conseguirás de manera automática, al querer Garnet salvar a la flota de su madre del ataque de Bahamut, pero al ser un espíritu de agua no puede hacer nada. Leviatán es una bestia del antiguo testamento, asociada posteriormente a los monstruos marinos del océano.

### Bahamut
Se consigue equipando un granate, el primero te lo proporciona Beatrix hacia la mitad del CD3. Bahamut es otro de los espíritus de invocación que aparecen en todos los Final Fantasy. Su primera intervención es bajo el dominio de la Reina Brahne, en el Árbol Lifa, pero Kuja lo domina y lo vuelve loco, obligando a atacar la flota de Brahne, en el ataque, la reina consigue escapar, pero perece al poco tiempo. La segunda aparición de Bahamut es bajo el dominio de Kuja, atacando Alexandría, pero Garnet y Eiko se unen para invocar a Alejandro, el espíritu sagrado, y derrota al dragón con su Veredicto Final. Cuando consigues el granate, el dragón se convertirá en uno de los más poderosos espíritus bajo tu dominio. Su ataque no elemental traspasa las defensas de los enemigos, por lo que proporciona un gran daño sin importar que sean inmunes a algún elemento.

### Ark
Es el espíritu más difícil de conseguir, y el más poderoso. Para obtenerlo tienes que equipar el Objeto Piedra Volátil, que no es fácil de conseguir. Una de las maneras es conseguir dos Gravas Volátiles, una luchando contra el propio Ark en Oeilvert y la otra encontrando la chocografía n.º 22 en el minijuego de los chocobos, y una vez que obtienes las dos, ir a la Orfebrería de Hades y cambiarlos por una Piedra Volátil. Para encontrar ésta orfebrería tendrás que derrotar a Hades en el Lugar de los Recuerdos, en la habitación sumergida en el agua, a la derecha, pero no está señalizado por ningún "!", simplemente introdúcete y presiona X. La otra manera es derrotar a Ozma, es el jefe más poderoso del juego, que está en el Jardín Flotante de los Chocobos, en la segunda isla, si te aproximas a las piedras puntiagudas aparecerá un "!", y te darán la elección de mirar o no, si miras, pelearás contra Ozma, y si consigues vencerlo, obtendrás la Piedra Volátil. Ark es una gran nave que causa un daño basado en el elemento Oscuridad a todos los adversarios. Es el espíritu más poderoso del juego, causando generalmente un daño de 9999 puntos.

## Trance
El Trance de Garnet o Daga es "Más allá" el cual permite que, al hacer una invocación, unos turnos después esta aparezca de nuevo pero sin usar PM ni llamarlo.
| Predecesor: Brahne (regente) | Reina de Alexandria (¿? - ¿?) | Sucesor: No tuvo |

- Datos: Q3758396